# Hohenwarth-Mühlbach am Manhartsberg
Hohenwarth-Mühlbach am Manhartsberg (offizieller Name: Hohenwarth-Mühlbach a.M.) ist eine Marktgemeinde im Bezirk Hollabrunn in Niederösterreich mit 1345 Einwohnern (Stand 1. Jänner 2025).

## Geographie
Die Großgemeinde befindet sich am Übergang vom Waldviertel ins westliche Weinviertel an den Abhängen des Manhartsberges. Mühlbach wird von Gscheinzbach durchflossen und bei Hohenwarth entspringt der Gießgraben.
Die Fläche der Marktgemeinde umfasst 43,59 Quadratkilometer. Davon sind 55 Prozent landwirtschaftliche Nutzfläche, 8 Prozent Weingärten und 30 Prozent der Fläche sind bewaldet.

### Gemeindegliederung
Das Gemeindegebiet umfasst folgende sieben Ortschaften (in Klammern Einwohnerzahl Stand 1. Jänner 2025):
- Bösendürnbach (81)
- Ebersbrunn (205)
- Hohenwarth (446)

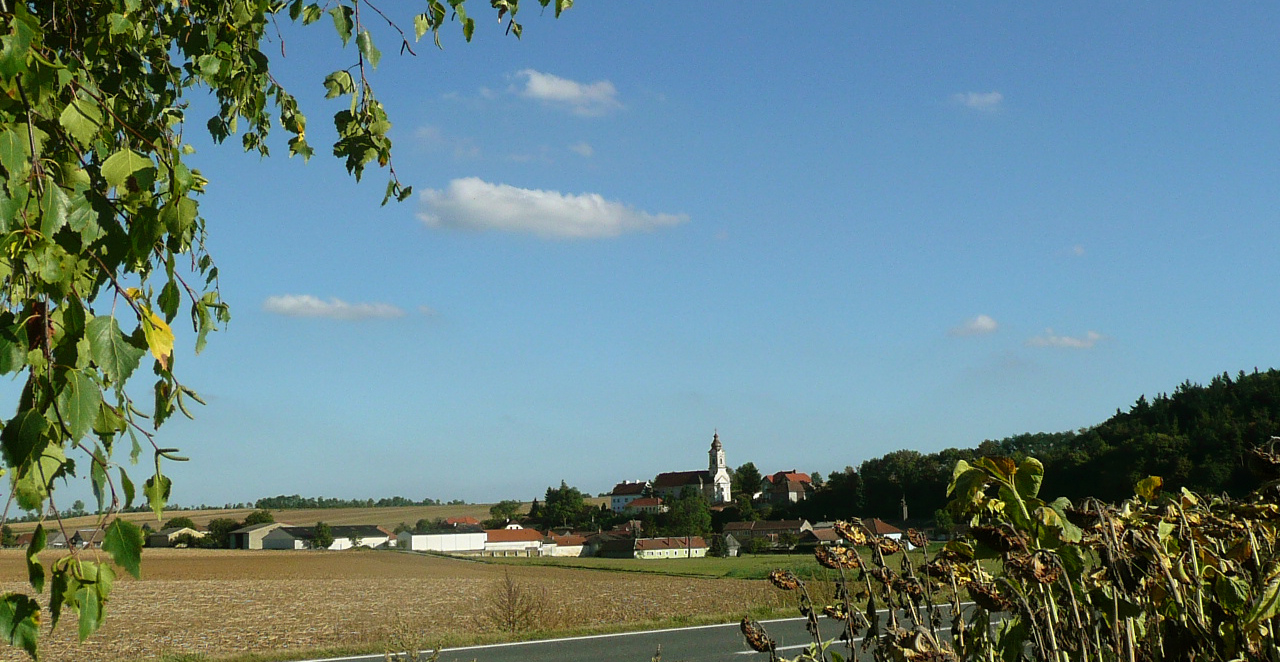
Zemling

- Mühlbach am Manhartsberg (213)
- Olbersdorf (61)
- Ronthal (127)
- Zemling (212)

Die Gemeinde besteht aus den Katastralgemeinden Bösendürnbach, Burgfrieden, Ebersbrunn, Hohenwarth, Mühlbach am Manhartsberg, Olbersdorf, Ronthal und Zemling.
Auf dem Gemeindegebiet bestehen drei Pfarren – Hohenwarth, Mühlbach, Zemling – nebeneinander, die ursprünglich auch Schulorte waren.

### Nachbargemeinden
| Schönberg am Kamp (KR)    | Maissau                                     | Ravelsbach          |
| Straß im Straßertale (KR) | Kompassrose, die auf Nachbargemeinden zeigt | Ziersdorf           |
|                           | Fels am Wagram (TU)                         | Großriedenthal (TU) |

## Geschichte
Ab 1968 begann ein Prozess der Gemeindezusammenlegungen, der mit 1. Jänner 1972 abgeschlossen wurde. Dabei wurden die ehemaligen eigenständigen Gemeinden Bösendürnbach, Burgfrieden, Ebersbrunn, Hohenwarth, Mühlbach, Olbersdorf, Ronthal und Zemling zur Großgemeinde Hohenwarth-Mühlbach am Manhartsberg vereint.
In Gedenken an Joseph Misson wurde 1975 zur 100. Wiederkehr des Todestages des Mundartdichters und Priesters in dessen Geburtshaus eine Gedenkstätte eingerichtet. Im Jahr 2002 erfolge eine Neugestaltung der Gedenkstätte zu einem Museums. 2003 wurde der ehemals barocke Schlossgarten und der Englische Landschaftspark des Schlosses Mühlbach für die Öffentlichkeit zugänglich gemacht.
Mit Verordnung vom 1. Jänner 2019 wurden zur besseren Orientierung Straßenbezeichnungen eingeführt und dementsprechend eine neue Hausnummerierung. Dabei wurden etwa 160 Straßennamen gemeinsam mit den Einwohnern erarbeitet. Zuvor wurden die Häuser, die neu gebaut wurden, unabhängig davon, wo sie standen, fortlaufend nummeriert und es entstand eine Situation, die sogar Einheimische überforderte.

### Einwohnerentwicklung
Seit 1991 ist die Wanderungsbilanz positiv oder ausgeglichen, sodass trotz negativer Geburtenbilanz die Bevölkerungszahl konstant bleibt.
| Hohenwarth-Mühlbach am Manhartsberg: Einwohnerzahlen von 1869 bis 2025 | Hohenwarth-Mühlbach am Manhartsberg: Einwohnerzahlen von 1869 bis 2025 | Hohenwarth-Mühlbach am Manhartsberg: Einwohnerzahlen von 1869 bis 2025 | Hohenwarth-Mühlbach am Manhartsberg: Einwohnerzahlen von 1869 bis 2025 | Hohenwarth-Mühlbach am Manhartsberg: Einwohnerzahlen von 1869 bis 2025 |
| ---------------------------------------------------------------------- | ---------------------------------------------------------------------- | ---------------------------------------------------------------------- | ---------------------------------------------------------------------- | ---------------------------------------------------------------------- |
| Jahr                                                                   |                                                                        |                                                                        |                                                                        | Einwohner                                                              |
| 1869                                                                   | 1869                                                                   |                                                                        | 2.182                                                                  | 2.182                                                                  |
| 1880                                                                   | 1880                                                                   |                                                                        | 2.188                                                                  | 2.188                                                                  |
| 1890                                                                   | 1890                                                                   |                                                                        | 2.119                                                                  | 2.119                                                                  |
| 1900                                                                   | 1900                                                                   |                                                                        | 2.185                                                                  | 2.185                                                                  |
| 1910                                                                   | 1910                                                                   |                                                                        | 2.160                                                                  | 2.160                                                                  |
| 1923                                                                   | 1923                                                                   |                                                                        | 2.034                                                                  | 2.034                                                                  |
| 1934                                                                   | 1934                                                                   |                                                                        | 1.954                                                                  | 1.954                                                                  |
| 1939                                                                   | 1939                                                                   |                                                                        | 1.945                                                                  | 1.945                                                                  |
| 1951                                                                   | 1951                                                                   |                                                                        | 1.849                                                                  | 1.849                                                                  |
| 1961                                                                   | 1961                                                                   |                                                                        | 1.567                                                                  | 1.567                                                                  |
| 1971                                                                   | 1971                                                                   |                                                                        | 1.478                                                                  | 1.478                                                                  |
| 1981                                                                   | 1981                                                                   |                                                                        | 1.460                                                                  | 1.460                                                                  |
| 1991                                                                   | 1991                                                                   |                                                                        | 1.321                                                                  | 1.321                                                                  |
| 2001                                                                   | 2001                                                                   |                                                                        | 1.306                                                                  | 1.306                                                                  |
| 2011                                                                   | 2011                                                                   |                                                                        | 1.267                                                                  | 1.267                                                                  |
| 2021                                                                   | 2021                                                                   |                                                                        | 1.321                                                                  | 1.321                                                                  |
| 2025                                                                   | 2025                                                                   |                                                                        | 1.345                                                                  | 1.345                                                                  |
| Quelle(n): Statistik Austria, Gebietsstand 1.1.2021                    |                                                                        |                                                                        |                                                                        |                                                                        |

## Kultur und Sehenswürdigkeiten

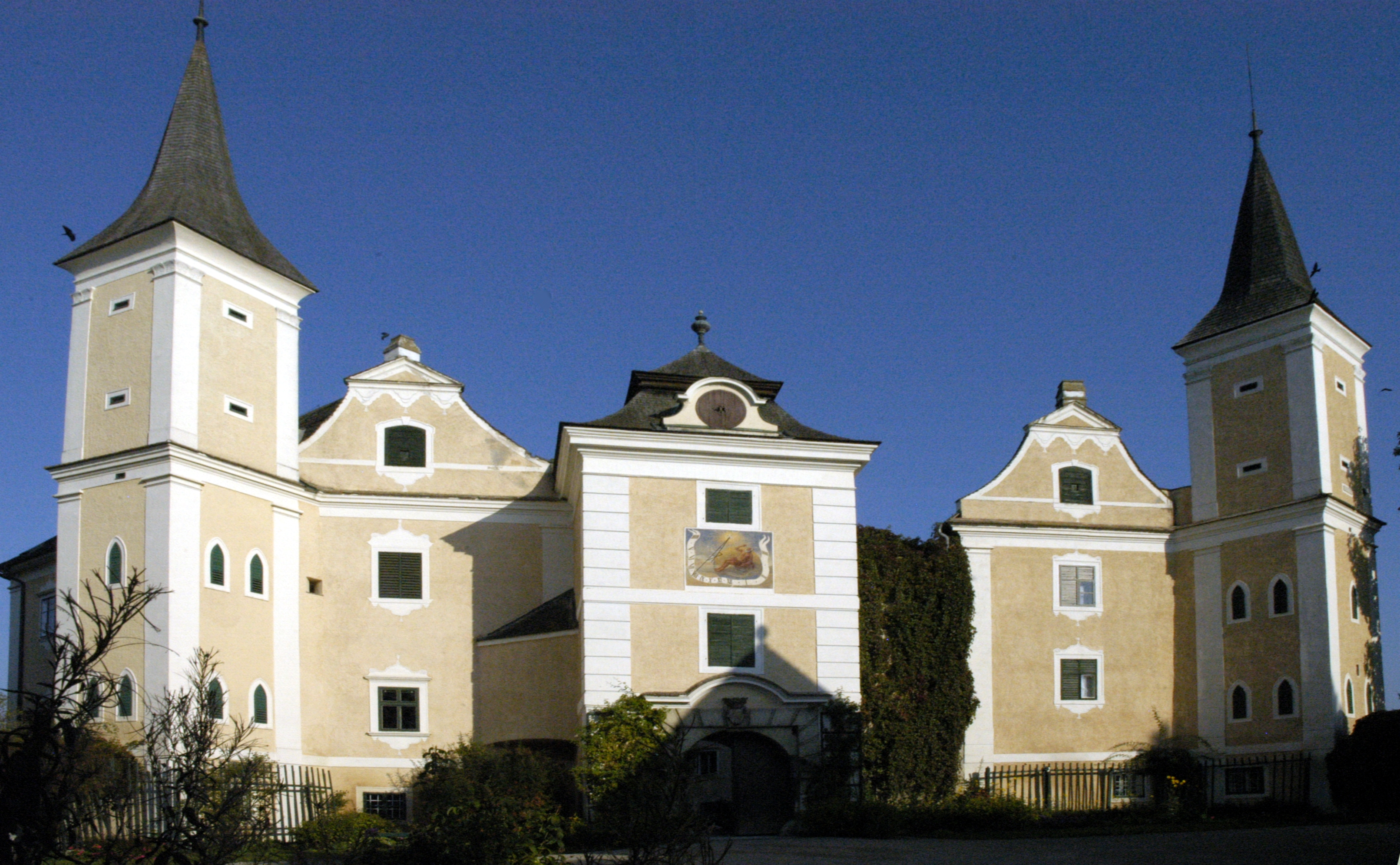
Schloss Mühlbach

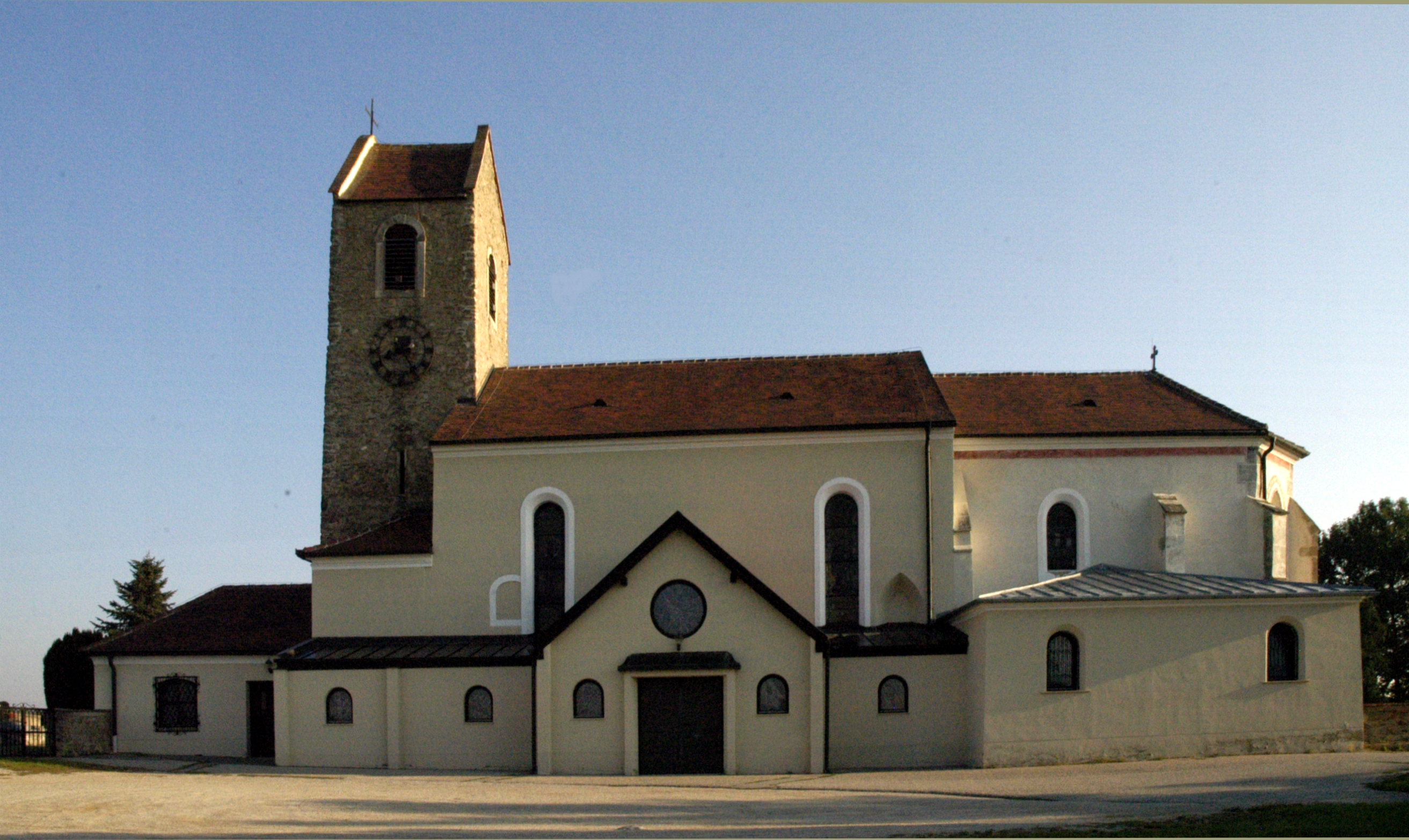
Pfarrkirche Hohenwarth

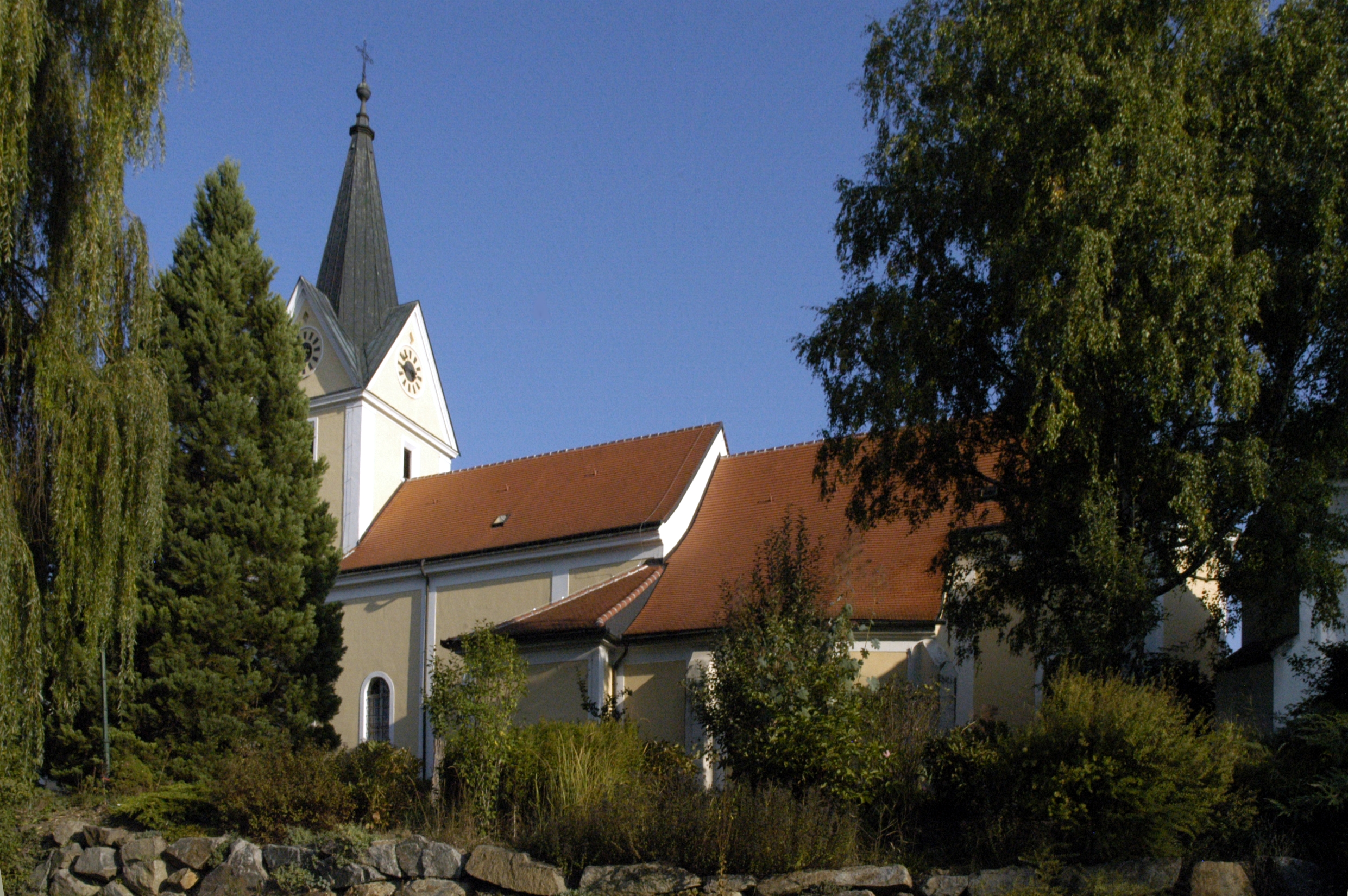
Pfarrkirche Mühlbach am Manhartsberg

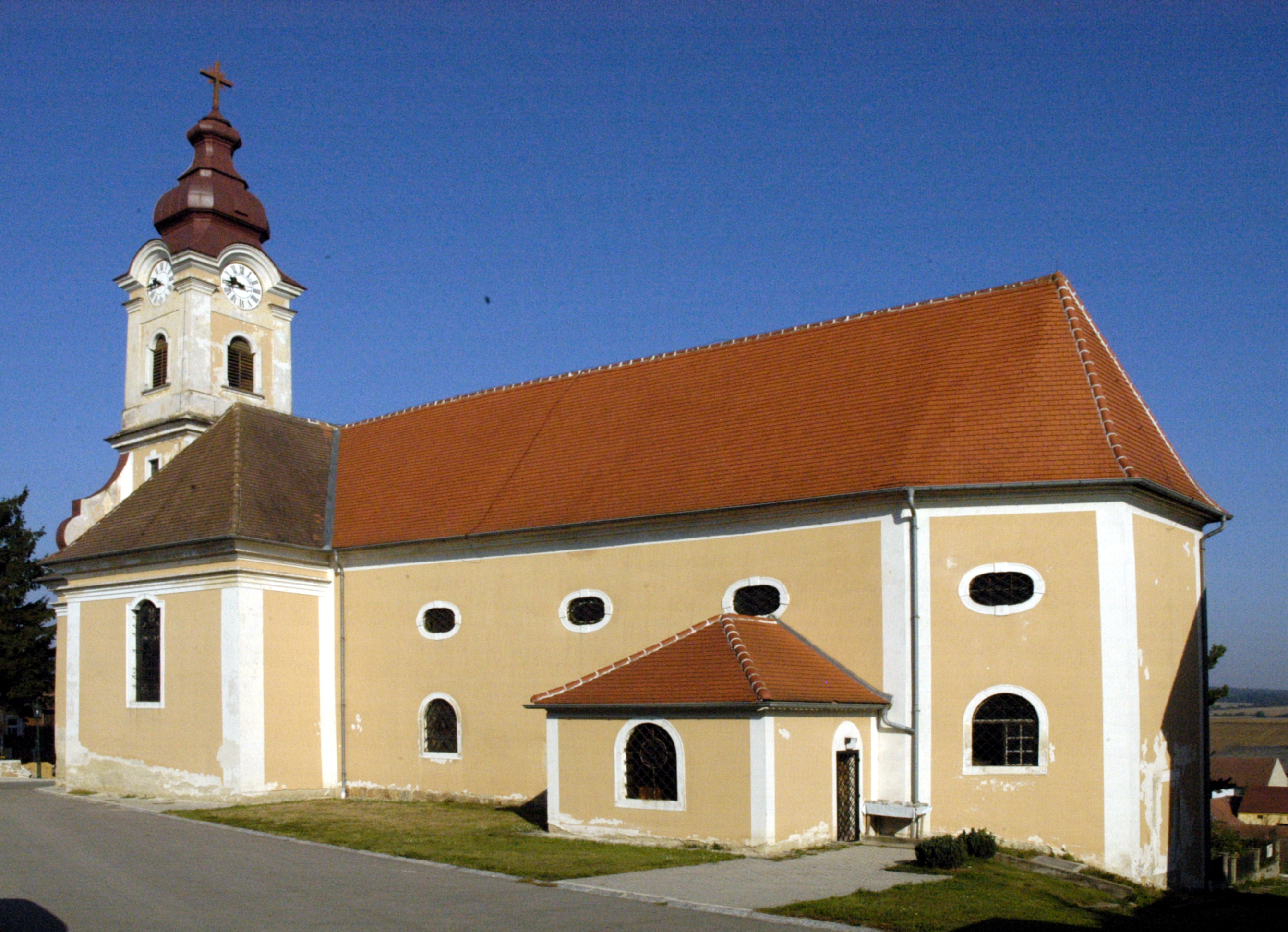
Pfarrkirche Zemling

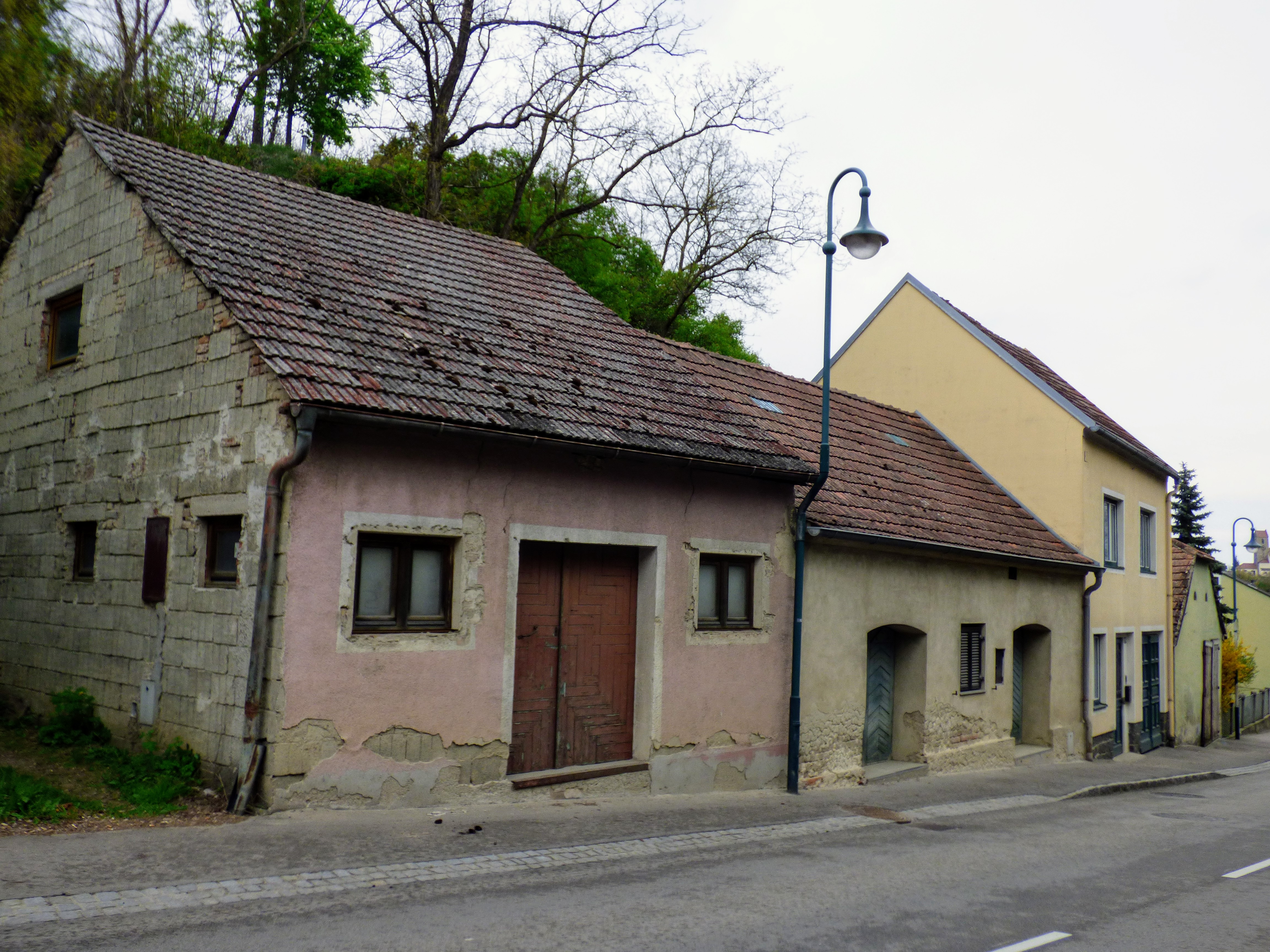
Kellergasse in der Kremser Straße in Hohenwarth

- Schloss Mühlbach: Erstmals 1083 genannt wurde das Schloss 1481 zerstört und in der zweiten Hälfte des 16. Jahrhunderts als Renaissanceschloss neu erbaut. Im 19. Jahrhundert außen und innen Umgestaltung im Stil des Historismus und Anbau des Nordtraktes. Das Schloss befindet sich im Zentrum des Ortes Mühlbach. Die Besichtigung des Schlosses ist nur von außen möglich.[9] Ein Teil der Räume wird Gruppen nach telefonischer Voranmeldung gezeigt. Außerdem wird das Schloss bei Veranstaltungen geöffnet.[10] Um das Schloss Mühlbach befinden sich ein französischer Garten, ein englischer Landschaftspark mit seltenen Bäumen, ein Teich aus dem 18. Jahrhundert und die ehemalige Orangerie. Der Schlosspark ist ganzjährig frei zugänglich.[11]
- Katholische Pfarrkirche Hohenwarth Erzengel Michael
- Katholische Pfarrkirche Mühlbach am Manhartsberg hl. Martin
- Katholische Pfarrkirche Zemling Mariä Heimsuchung
- Misson-Museum: Das Misson-Museum ist der Kulturmittelpunkt der Region und befindet sich im Geburtshaus von Joseph Misson. Neben dem Misson-Museum befindet sich hier auch ein bedeutendes Dokumentationsarchiv der niederösterreichischen Mundartdichtung, welches durch den Mundart- und Missonforscher Walther Sohm in lebenslanger Arbeit geschaffen wurde.

## Wirtschaft und Infrastruktur
Im Jahr 2010 gab es 94 land- und forstwirtschaftliche Betriebe, davon waren 44 Haupterwerbsbetriebe, die 72 Prozent der Fläche bewirtschafteten. Im Jahr 1999 waren es 134 Betriebe mit 57 im Haupterwerb. Im Produktionssektor gab es dreizehn Betriebe, die 34 Arbeitnehmer beschäftigten, überwiegend im Baugewerbe. Der Dienstleistungssektor gab in 54 Betrieben 124 Menschen Arbeit. Etwa ein Drittel war im Handel und ein Drittel in sozialen und öffentlichen Diensten beschäftigt (Stand 2011).
Regionale Zusammenarbeit: Die Marktgemeinde Hohenwarth-Mühlbach ist Mitglied der Kleinregion Manhartsberg.

### Verkehr
Durch den Ort führt die Retzer Straße B35 von Krems nach Retz und weiter zur Tschechischen Grenze.

### Bildung
In der Gemeinde gibt es einen Kindergarten und eine Volksschule.

### Gesundheit
In Hohenwarth-Mühlbach am Manhartsberg ordiniert ein praktischer Arzt.

## Politik

### Gemeinderat
Der Gemeinderat hat 19 Mitglieder.
- Mit den Gemeinderatswahlen in Niederösterreich 1990 hatte der Gemeinderat folgende Verteilung: 14 ÖVP, 4 SPÖ und 1 Sonstige.
- Mit den Gemeinderatswahlen in Niederösterreich 1995 hatte der Gemeinderat folgende Verteilung: 13 ÖVP, 5 SPÖ und 1 FPÖ.[18]
- Mit den Gemeinderatswahlen in Niederösterreich 2000 hatte der Gemeinderat folgende Verteilung: 14 ÖVP und 5 SPÖ.[19]
- Mit den Gemeinderatswahlen in Niederösterreich 2005 hatte der Gemeinderat folgende Verteilung: 14 ÖVP und 5 SPÖ.[20]
- Mit den Gemeinderatswahlen in Niederösterreich 2010 hatte der Gemeinderat folgende Verteilung: 15 ÖVP und 4 SPÖ.[21]
- Mit den Gemeinderatswahlen in Niederösterreich 2015 hatte der Gemeinderat folgende Verteilung: 14 ÖVP und 5 SPÖ.[22]
- Mit den Gemeinderatswahlen in Niederösterreich 2020 hatte der Gemeinderat folgende Verteilung: 14 ÖVP und 5 SPÖ.[23]
- Mit den Gemeinderatswahlen in Niederösterreich 2025 hat der Gemeinderat folgende Verteilung: 14 ÖVP und 5 SPÖ.[24]

### Bürgermeister
- 1895–1909 Leopold Diwald, Bürgermeister von Hohenwarth
- bis 2005 Josef Hagenbüchl (ÖVP)
- 2005–2015 Alfred Zeilinger (ÖVP)
- 2015–2025 Martin Gudenus (ÖVP)
- seit 2025 Daniela Hagenbüchl-Schabl (ÖVP)[25]

### Wappen
Der Gemeinde wurde 1967 folgendes Wappen verliehen: Ein gevierter Schild, in eins und vier in Gold zwei einwärtsgekehrte ausgebreitete schwarze Adlerflügel, in zwei und drei in Rot über blauem dreispitzigem Felsen ein silberner Wachturm mit drei Zinnen und einer Fensteröffnung.

## Persönlichkeiten

### Söhne und Töchter der Gemeinde
- Franz Anton Engl von Wagrain (1702–1777), römisch-katholischer Geistlicher, Bischof von Belgrad (1734–1750) und Csanád (1750–1777)
- Joseph Misson (1803–1875), katholischer Ordensgeistlicher (Piarist) und österreichischer Mundartdichter (ui-Mundart, Epos „Da Naz“).
- Joseph Freiherr von Gudenus (seit 1907: Graf; seit 1919: Joseph Gudenus; 1841–1919), 1896–1902 Landmarschall des Niederösterreichischen Landtags
- Leopold Diwald (1862–1927), Landwirt und Politiker
- Ludwig Zack (1934–2015), Priester und Bundespräses von Kolping Österreich.

### Personen mit Bezug zur Gemeinde
- Walther Sohm (1909–2001), Volksschuldirektor, niederösterreichischer Heimat- und Mundartforscher, in Bösendürnbach bei Mühlbach am Manhartsberg verstorben
- Jürgen E. Schmidt (1937–2010), Aufnahmeleiter und Musikproduzent, in Zemling verstorben